# Mara Urbani
Pour les articles homonymes, voir Urbani.
Mara Urbani, née le 2 juin 1976 à Bormio, est une patineuse de vitesse sur piste courte italienne.

## Biographie
Elle participe aux Jeux olympiques de 1994 et 1998.